# Pondo poweri
Pondo poweri är en kräftdjursart som beskrevs av Barnard 1937. Pondo poweri ingår i släktet Pondo och familjen Porcellionidae. Inga underarter finns listade i Catalogue of Life.